# West Fork Mojave River
West Fork Mojave River est un affluent de la rivière Mojave dans les montagnes de San Bernardino du Comté de San Bernardino en Californie. Son embouchure se trouve à une altitude de 910 mètres à sa confluence de la rivière Deep Creek, avec la source de la rivière Mojave. La source de West Fork est aux coordonnées 34°15′52″N 117°24′01″W / 34.26444°N 117.40028°W, à une altitude de 4 960 pieds, sur le côté nord d'une échancrure entre les sommets sur une crête à l'ouest au nord-ouest de Sugarpine Mountain. Sawpit Canyon et East Fork de West Fork Mojave River sont ses affluents, tous deux alimentant maintenant le lac Silverwood qui a été créé lorsque West Fork a été obstrué par le barrage de Cedar Springs en 1971.

## Histoire
Le Mohave Trail de la rivière Colorado a traversé le Désert des Mojaves, puis a suivi la rivière Mojave et la rivière West Fork Mojave jusqu'à Sawpit Canyon et le remonter pour traverser les Montagnes de San Bernardino à Monument Peak jusqu'aux plaines côtières du sud de la Californie.